# Шило Георгій Аполонович
Гео́ргій Аполо́нович Ши́ло (нар. 23 жовтня 1925 — пом. 1996) — радянський військовик часів Другої світової війни, помічник командира взводу 260-го гвардійського стрілецького полку 86-ї гвардійської стрілецької дивізії 46-ї армії, гвардії сержант. Герой Радянського Союзу (1945).

## Життєпис
Народився 23 жовтня 1925 року в місті Одесі у родині робітника. Росіянин. Здобув неповну середню освіту.
З початком німецько-радянської війни з жовтня 1941 по квітень 1944 року перебував на тимчасово окупованій території, брав участь у підпільному антифашистському русі. До лав РСЧА призваний у квітні 1944 року. Закінчив школу молодших командирів. Воював на 3-у і 2-у Українських фронтах. Брав участь у бойових діях на території Румунії, Болгарії, Югославії, Угорщини.
Особливо помічник командира стрілецького взводу 260-го гвардійського стрілецького полку 86-ї гвардійської стрілецької дивізії гвардії сержант Г. А. Шило відзначився під час Будапештської операції радянських військ. 5-6 листопада 1944 року в бою за населений пункт Вечеш (Угорщина) він першим увірвався до ворожої траншеї й гранатою знищив кулеметну обслугу супротивника, захопив кулемет і вів з нього прицільний вогонь, чим сприяв просуванню батальйону вперед. У ході бою дістав поранення, але й далі рухався попереду батальйону. Коли ворог, за підтримки танків, розпочав контратаку, гвардії сержант Г. А. Шило спочатку кулеметним вогнем змусив залягти ворожу піхоту, а потім протитанковими гранатами почав закидати бронетанкову техніку супротивника. У ході бою підбив 3 танки й 1 бронемашину, знищив до 72 солдатів і офіцерів ворога. Внаслідок вибуху вдруге був поранений (втратив руку) і непритомним доправлений у шпиталь.
У 1945 році демобілізований за станом здоров'я. У 1948 році здобув середню освіту, потім закінчив Одеський торговельний технікум і в 1962 році — Донецький торговельно-технологічний інститут. Член КПРС з 1949 року. Працював заступником начальника морського пасажирського агентства Чорноморського морського пароплавства.
Мешкав у Одесі, де й помер 19 червня 1996 року. Похований на Другому християнському цвинтарі міста.

## Нагороди
Згідно Указу Президії Верховної Ради СРСР від 24 березня 1945 року «за зразкове виконання бойових завдань командування на фронті боротьби з німецькими загарбниками та виявлені при цьому відвагу і героїзм», гвардії сержантові Шилу Георгію Аполоновичу присвоєне звання Героя Радянського Союзу з врученням ордена Леніна і медалі «Золота Зірка» (№ 4241).
Також нагороджений орденом Вітчизняної війни 1-го ступеня (11.03.1985) і медалями.

## Пам'ять
На фасаді будинку № 8 по вулиці Софіївській в місті Одесі, в якому з 1925 по 1950 роки мешкав Г. А. Шило, встановлено меморіальну дошку (демонтовано у квітні 2025 року).